# The Tulse Luper Suitcases, Part 3: From Sark to the Finish
The Tulse Luper Suitcases, Part 3: From Sark to the Finish is een Britse dramafilm uit 2004 onder regie van Peter Greenaway.

## Verhaal
De verslaggever Tulse Luper komt terecht in Antwerpen. In het Centraal Station wil hij een krant kopen, omdat er een van zijn artikelen in gepubliceerd werden. De stationchef herkent de verslaggever en hij vindt het verdacht dat Luper een krant koopt. Luper wordt gearresteerd en opgesloten in een badkamer.

## Rolverdeling
- Roger Rees: Tulse Luper
- Stephen Billington: Tulse Luper
- Jordi Mollà: Hypolite / Gaudí
- Ana Torrent: Charlotte des Arbres
- Ornella Muti: Mathilde Figura
- Iori Hugues: Martino Knockavelli
- Anna Galiena: Mevrouw Plens
- Itziar Castro: Frances Cotumely
- Esther Gómez: Lesley Cotumely
- Flora Álvarez: Jeanne Cotumely
- Joan-Francesc Ainaud: Arts